# Денни, Энтони
Сэр Энтони Денни (англ. Anthony Denny; 16 января 1501 — 10 сентября 1549) — английский придворный. Он занимал пост камергер стула короля Генриха VIII Тюдора, и стал, таким образом, его ближайшим доверенным лицом. Он был самым видным членом Тайной палаты в последние годы правления короля Генриха, вместе со своим шурином, Джоном Гейтсом, отвечал за «сухую печать» подписи короля и присутствовал при короле на его смертном одре. Он был членом реформистского кружка, который компенсировал консервативное религиозное влияние епископа Гардинера. Он был богатым человеком, приобретя несколько поместий и бывших религиозных объектов, распределенных Суд приумножения после роспуска монастырей. К 1548 году он был хранителем Вестминстерского дворца.

## Биография
Энтони Денни был вторым сыном сэра Эдмунда Денни (умер 22 декабря 1520 года), барона казначейства, от его второй жены Мэри Траутбек, дочери и сонаследницы Роберта Траутбека из Бридж-Траффорда, графство Честер. У него был старший брат, сэр Томас Денни из Хау, Норфолк, а также два младших брата и 10 сестер.
Энтони Денни получил образование в школе Святого Павла и колледже Святого Иоанна в Кембридже. В 1547 году он был избран в парламент как рыцарь от графства Хартфордшир.
Вместе с Эдвардом Сеймуром, графом Хартфордом, Джоном Дадли, виконтом Лайлом, и сэром Уильямом Пэджетом Денни помог составить завещание Генриха VIII в 1547 году. Он несколько раз выступал перед королем против исключения епископа Гардинера из завещания. Именно Денни сообщил королю о его близкой смерти. Положение Денни давало ему возможность контролировать, кто видел Генриха VIII в его последние годы (в течение которых он проводил слишком много времени в тайных покоях), так и власть влиять через его личные отношения со стареющим королем. Вместе с сэром Уильямом Пэджетом, главным секретарем, Денни подозревают в том, что он исправил выбор «Прогрессивных» апелляций, возглавляемых Эдвардом Сеймуром.
В 1525 году сэр Энтони Денни женился на Джоан Чампернаун, дочери сэра Филиппа Чампернауна и близкой подруге жены Генриха VIII Кэтрин Парр. Она была сестрой Кэтрин Эшли, гувернантки будущей королевы Елизаветы I. У супругов было 12 детей, в том числе:
- Генри Денни, декан Честера (умер 24 марта 1574 года). Его первой женой была Онора Грей, дочь Уильяма Грея, 13-го барона Грея де Уилтона, и Мэри Сомерсет. Их сыном был Эдвард Денни, 1-й граф Норвич. Его второй женой была Элизабет Грей.
- сэр Эдвард Денни (1547 — 12 февраля 1600), рыцарь-знаменосец епископов Стортфорда в 1547—1599 годах. Был женат на Маргарет Эджкамб, дочери сэра Пирса Эджкамба.